# Ajania
Ajania là một chi thực vật có hoa trong họ Cúc (Asteraceae).

## Loài
Chi Ajania gồm các loài: